# Maria Elisabet av Österrike (1680–1741)
Maria Elisabeth av Österrike, född 13 december 1680 i Linz, död 26 augusti 1741 på Mariemont vid Morlanwelz, var ståthållare över Österrikiska Nederländerna 1724–1741.
Maria Elisabeth var dotter till Leopold I och Eleonora av Pfalz-Neuburg. Hon fick en bra utbildning och skrev och talade flytande tyska, franska, italienska och latin. Maria Elisabeth gifte sig aldrig och blev 1724 utnämnd till ståthållare i nuvarande Belgien av sin bror, Karl VI. 
Hon blev en populär regent som bedrev en självständig politik gentemot Wien, som hon därför ibland låg i konflikt med, vilket gav henne stöd i Bryssel. Hon hade rätt finanser för att kunna hålla ett praktfullt hov, där hon gynnade utvecklingen av musik och konst. Hon gynnade Jean-Joseph Fiocco, som var hennes kapellmästare och tillägnade henne flera oratorier 1726–1738, och lät arkitekten Jean-Andre Anneessens uppföra slottet Mariemont, där hon tillbringade somrarna. Hon visade beslutsamhet och viljestyrka i administrativa ärenden. Hon införde 1727 stopp för ostindiska kompaniets handel och lät 1731 upplösa det.  
Hon avled plötsligt och oväntat på Mariemont och blev sedan ställd på offentlig Lit-de-parade i Bryssel den 29 augusti 1741.